# Spoorlijn Amstetten - Laichingen
De spoorlijn Amstetten - Laichingen ook wel Albbähnle genoemd is een Duitse smalspoorlijn.

## Geschiedenis
Het traject werd door de Württembergischen Eisenbahn-Gesellschaft (WEG) op 20 oktober 1901 geopend. Sinds 1990 wordt dit traject door de Ulmer Eisenbahnfreunden (UEF) als museumspoorlijn gebruikt.

## Treindiensten

### WEG
De Württembergischen Eisenbahn-Gesellschaft (WEG) verzorgde tot 31 augustus 1985 het personenvervoer op het traject met RB treinen en tot 14 september 1985 het goederenvervoer.

## Aansluitingen
In de volgende plaatsen is of was er een aansluiting van de volgende spoorlijnen:

### Amstetten
- Filstalbahn, spoorlijn tussen Stuttgart en Ulm
- Amstetten - Gerstetten, spoorlijn tussen Amstetten en Gerstetten